# Vesna film
Vesna film je bila slovenska filmska produkcijska in distribucijska hiša.
Podjetje je pod imenom Podjetje za razdeljevanje filmov vlada Ljudske Republike Slovenije ustanovila 13. septembra 1946. 1954 se je podjetje preimenovalo v Vesna film. Leta 1986 širi svoje delovanje na proizvodnjo, promet in prikazovanje filmov.
V začetku je so bile pod njegovim upravljanjem tudi kinematografi kot je bil npr. kino Sloga.
V drugi polovici osemdesetih let 20. stoletja - predvsem od začetka 1988, so podjetje pestile hude težave, v drugi polovici 1989 je bila zaradi izredno slabih poslovnih izidov brez upanja v izboljšanje predlagana likvidiacija podjetja, dokončno je bilo podjetje ukinjeno leta 1992. Po propadu je bil arhiv Vesna filma - 354 filmov na 813 kopijah - predan Slovenski kinoteki.